# Daniel Clowes
Daniel Gillespie Clowes (ur. 14 kwietnia 1961 w Chicago, w stanie Illinois) – amerykański autor komiksów i scenarzysta. Wiele z prac najpierw ukazywało się w alternatywnej antologii komiksowej Eightball, aby doczekać się z czasem swojej wersji albumowej. W ten sposób powstały takie jego powieści graficzne jak Ghost World.

## Publikacje

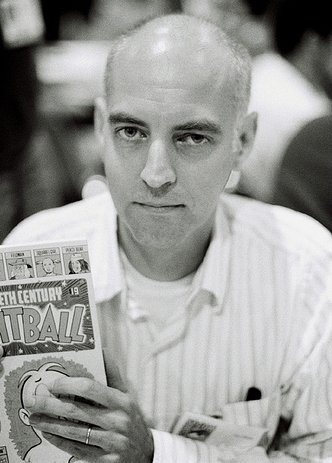
Clowes na 2006 San Diego Comic-Con Convention

### Komiksy
- Lloyd Llewellyn #1-#6 (1986–1987) i wydanie specjalne (1988)
- Eightball #1-#23. #23 został wydany w czerwcu 2004
- Wilson (2010). Wilson był pierwszą całkowicie nową powieścią graficzną Clowesa, która wcześniej nie ukazywała się w formie odcinków.

### Wydania zbiorcze i powieści graficzne
- #$@&!: The Official Lloyd Llewellyn Collection (Fantagraphics, 1989)
- Lout Rampage! (Fantagraphics, 1991) — Krótkie historie z Eightball
- Like a Velvet Glove Cast in Iron (Fantagraphics, 1993) — Eightball #1-#10
- Pussey!: The Complete Saga of Young Dan Pussey (Fantagraphics, 1995) — Eightball #1, #3, #4, #6, #8, #9, #12, #14
- Orgy Bound (Fantagraphics, 1996) — Krótkie historie z Eightball
- Ghost World (Fantagraphics, 1997) — Eightball #11-#18
- Caricature (Fantagraphics, 1998) — Kompilacja kilku krótkich historii Eightball oraz jedna historia ("Green Eyeliner"), która ukazała się w Esquire
- David Boring (Pantheon Books, 2000) — Eightball #19-#21
- Twentieth Century Eightball (Fantagraphics, 2002) — Kompilacja kilku krótkich historii z Eightball
- Ice Haven (Pantheon, 2005) — Sformatowana i rozszerzona wersja eksperymentalnej, wielowarstwowej opowieści z Eightball #22
- Wilson (Drawn and Quarterly, 2010)
- Mister Wonderful: A Love Story (Pantheon Books, 2011)
- The Death-Ray (Drawn and Quarterly, 2011) — Eightball #23
- Patience (Fantagraphics, 2016)
- Monica (Fantagraphics, 2023)

### Inne prace
- "Justin M. Damiano" w The Book of Other People (2008)

### Filmy
- Ghost World (2001)
- Akademia tajemniczych sztuk pięknych (Art School Confidential, 2006)
- The Origin of Atherton (2007) – film krótkometrażowy na podstawie "The Death Ray"
- David Goldberg (2011) – film krótkometrażowy na podstawie "Ice Haven"
- Wilson (2017)

### Inne
- Eightball - pocztówki
- Ghost World: A Screenplay - scenariusz filmu
- Dan DeBono's Indy - oryginalna okładka i wywiad
- Cracked – ukazujące się cyklicznie paski komiksowe pt. "The UGGLY Family", w połowie lat 1980
- National Lampoon
- Little Enid - lalka
- Enid & Rebecca Cloth Dolls - lalki
- Enid Hi-Fashion Glamour Doll - lalka
- Pogeybait Doll - lalka
- "Boredom" – zabawna gra planszowa
- Santa Cruz Skateboards – deskorolka Coreya O'Briena 1991
- Okładka The New Yorker[1], Maj 24, 2010

### Prace komercyjne
- OK Soda – Clowes był jednym z ilustratorów pracujących dla OK Soda, wraz z innym artystą z Fantagraphics, Charlesem Burnsem[2].

### Polskie wydania komiksów
- Ghost World, polskie wydanie 12/2006, Wydawnictwo: Kultura Gniewu
- Niczym aksamitna rękawica odlana z żelaza (tytuł org. Like a velvet glove cast in iron), polskie wydanie 12/2008, Wydawnictwo: Kultura Gniewu
- David Boring (tytuł org. David Boring), polskie wydanie 2014, Wydawnictwo: Kultura Gniewu
- Patience, polskie wydanie 4/2016, Wydawnictwo: Kultura Gniewu
- Monica, polskie wydanie 2023, Wydawnictwo: Kultura Gniewu